# Nikolaj Bunge
Nikolaj Christianovitj Bunge, född 23 november 1823, död 15 juni 1895, var en rysk nationalekonom och statsman.
Bunge blev 1847 professor i lagkunskap i Nezjin, i nationalekonomi 1850 och administrativrätt 1869 i Kiev. Han var lärare i finansvetenskap och nationalekonomi 1863-64 för tronföljaren Nikolaj Alexandrovitj och 1886-89 för den blivande tsaren Nikolaj II. Bunge, som var förespråkare för västerländsk vetenskap och utgett ett betydande antal nationalekonomiska arbeten, hyste ett levande intresse för samhällsfrågor och parktiska åtgärder. Han utsågs 1881 till finansminister under en för Ryssland besvärlig finansperiod (1881-1887), och avskaffade under den tiden den orättvisa ojämna beskattningen efter stånd och införde delvis skatt på vissa höga inkomster och förbättrade genom humana och målmedvetet praktiska lagar de ryska böndernas och arbetarnas villkor. Hans reformer gjorde honom populär i bredare folklager, men han fick utstå mycken kritik i den konservativa pressen.